# Detective Jackie - Mystic Case
 (janvier 2021).
Detective Jackie - Mystic Case est un jeu vidéo d'aventure et de gestion de temps qui se joue en pointer et cliquer. Ce jeu propose une série d’indices à travers 60 niveaux afin de résoudre le mystère derrière le meurtre d’une jeune fille. Detective Jackie - Mystic case a été développé par Old Skull Games, édité par GameHouse et rendu disponible en septembre 2019 sur iOS, Android et PC.
L’histoire se déroule dans la peau d’une détective privée nommée Jackie Johnson. Cette dernière fera tout pour mener à bien cette enquête en ayant pour seuls indices laissés par la victime, une bague et un tableau prénommé “La vanité de Méduse”. 
Disponible en 18 langues, ce jeu a su se faire apprécier à travers le monde.

## Principe
Detective Jackie - Mystic Case est un jeu vidéo d'aventure et de gestion de temps en pointer et cliquer. Le joueur décide des déplacements de Jackie en pointant la zone de destination. 
L'histoire se développe sur 60 niveaux au sein de 8 décors différents. Pour certains niveaux, Jackie doit satisfaire des requêtes de clients afin d’obtenir leurs satisfactions, qui permettront alors d’accéder à de nouveaux indices. Ce niveau de satisfaction varie principalement en fonction du temps d’attente du client, et par conséquent, de la réactivité du joueur. Chaque niveau se conclut par une notation sur trois étoiles prenant compte de l'accumulation de la satisfaction des clients. 
Une fois les indices accumulés, le sens de la logique est sollicité chez le joueur. Celui-ci devra relier les indices pour lesquels il existe une relativité et ainsi progresser dans la résolution du meurtre.
D’autres niveaux se présentent sous forme d’interrogatoire auprès de différents suspects. Le joueur peut choisir la question à poser entre deux et trois choix. Certains choix permettent de débloquer des indices supplémentaires.
Par ailleurs, six mini-jeux sont incrémentés au sein de certains niveaux permettant au joueur de s'immerger dans le rôle de détective. On y retrouve des analyses chimiques, de la symbologie, de la lecture à froid, des analyses d'objets, de la reconnaissance sonore et de la recherche d'odeurs.

## Personnages
- Jackie Johnson : Jackie, aussi appelée JJ, est une femme détective privé reconnue dans le monde de la police qui est franche et sûre d'elle. Elle a le don pour convaincre les autres. Autrefois mariée à Michael, elle se consacre à la résolution de diverses affaires en relation avec des disparitions d'enfants pour surmonter la disparition de sa fille, Aysha.
- Gary : Gary est un jeune homme responsable des travaux de restauration des œuvres au sein du musée Snuggford. Très passionné par son travail et spécialisé en mythologie, il peut traduire le grec et le latin. Il va beaucoup aider Jackie lors de son enquête.
- Tracy : Tracy, aussi prénommée Theresia, est une jeune fille énergique et joyeuse. Elle est passionnée par les nouvelles technologies, surtout lorsqu'elle peut les pirater. Son rêve est de devenir journaliste pour aider à obtenir justice. Chloé et elle étaient inséparables.
- Michael : Michael est un homme travaillant dans la police. Il est un leader naturel et ne croit que ce qu'il voit. Il est très sceptique concernant les choses touchant à la magie, au mythe ou au surnaturel. Autrefois marié à Jackie, il a une nouvelle femme prénommée Sophie. Jackie et lui ont eu une fille, Aysha, qui a disparu à l'âge de 4 ans dans un incendie.
- Vanessa Thompson : Vanessa est une femme très ambitieuse et fortunée. Elle réalise beaucoup de voyages en Europe pour son travail. Femme du sénateur de la ville de Snuggford et belle-mère de Chloé, elle n'hésitera pas à tout mettre en œuvre pour arriver à ses fins.
- Jarrod Trion : Jarrod est un septuagénaire méticuleux qui a hérité de la bibliothèque de Snuggford. Il est surnommé Socrate par les étudiants du fait de sa barbe.
- Aysha : Aysha, aussi surnommée Sam Vane, est la fille de Jackie et de Michael. Elle est portée disparue à l'âge de 4 ans lors d'un incendie.
- Chloé Thompson : fille du sénateur de la ville de Snugfford et belle-fille de Vanessa Thompson, elle était inséparable avec Tracy. Elle semble avoir été assassinée car elle portait un trop grand secret.
- Eduardo Torres : Eduardo est un chauffeur de taxi. Seul témoin sur la scène de crime, il est suspecté d'être le meurtrier dans l'assassinat de Chloé Thompson.

## Mythologie
L’histoire qui se développe tout au long du jeu s’articule sur la mythologie grecque. Une bague sur laquelle sont gravés 12 symboles, chacun associé à un dieu ou une déesse grec.que, constitue un élément majeur quant à la résolution du mystère. En débloquant ces symboles à travers les niveaux, de nouvelles fonctions sont ajoutées au jeu, permettant au joueur d’optimiser ses résultats.
Les 12 dieux et déesses grec.ques : 
- Zeus : un bouton est mis à disposition pour obtenir davantage de clients.
- Aphrodite : les clients peuvent désormais émettre plus de “cœurs” synonyme de leur satisfaction.
- Déméter : un même client peut soumettre une seconde requête, plus courte que la première, mais qui rapporte d’autant plus de points si elle est achevée dans les temps.
- Athéna : ce don permet de guider les clients rapidement afin d’obtenir des points bonus.
- Héphaïstos : il est maintenant possible de servir plusieurs clients en même temps pour obtenir des points combinés.
- Artémis : des points d'interrogation apparaîtront au cours de la partie permettant au joueur de remporter plus de points s'il appuie dessus dans les temps.
- Dionysos : chaque produit réapprovisionné permet de gagner des points supplémentaires.
- Apollon : les clients se déplacent désormais plus rapidement sur les lieux, ce qui permet de s'en occuper plus rapidement.
- Poséidon : les clients perdront désormais leur cœur plus lentement en attendant.
- Arès : chaque mission exécutée donne des points supplémentaires pour maximiser le score final.
- Héra : plus le joueur sert rapidement les clients, plus ces derniers travailleront rapidement et libéreront des stations plus tôt.
- Hermès : le personnage se déplace plus rapidement sur les lieux.

Un second indice majeur laissé par la victime désigne un tableau mythologique "La vanité de Méduse". Ce dernier guidera la détective dans son enquête dès le début de l'histoire. 

## Développement[1]
| Equipe de développement Old Skull Games |                                      |
| Game Director                           | Andréas Bonnardel                    |
| Producteur                              | Jolan Reynaud                        |
| Story Team                              | Mado Holvoët, Sarah Beaulieu         |
| Lead Game Designer                      | Andréas Bonnardel                    |
| Lead Technical Game Designer            | Flavien Caston                       |
| Game Designer                           | Raphaël De Sousa                     |
| Technical Game Designers                | Cédric Delacroix, Aurélien Lachat    |
| UX Designer                             | Flavien Caston                       |
| Lead Cinematic Designer                 | Lola Fauvre                          |
| Cinematic Designer                      | Mathieu Siboulotte                   |
| Lead Programmers & Framework            | Antoine Pastor, Bernard Barthélémy   |
| Directeurs Artistiques                  | Lilian Gergeres, Caroline Lépée      |
| Lead 2D Artist                          | Caroline Lépée                       |
| 2D Artists                              | Laura Maetz, Ntseng Tcha, Rudy Wilde |
| Lead 3D Artist                          | Cédric Cadiergues                    |
| 3D Artists                              | Amandine Constant, Noémie Tarpin     |
| Technical Artist                        | Robin Blanc                          |
| Lead Animator                           | Jérémy Trilles                       |
| Animators                               | Etienne Guyard, Nicolas Pochet       |
| Lead QA Tester                          | Damien Abreu                         |
| QA Tester                               | Corentin Delmas                      |

## Musique
Musique produite par le studio MoonWalk Audio
- Musique : Adam Gubman

- Sound Design : Alex Cox

## Accueil du public

### Récompense
- Pégases du Jeu Vidéo (Académie des Arts et Techniques du Jeu Vidéo) édition 2020
  - Nommé dans la catégorie meilleur jeu vidéo mobile[2]

### Critique
| Média             | Note   |
| ----------------- | ------ |
| Google Play Store | 4.5/5  |
| App Store         | 4.7/5  |
| Steam             | 9/10   |
| Big Fish Games    | 3.3/5  |
| Gamepitt          | 8.5/10 |